# ITF Women’s Circuit 2013 (Juli–September)
In den folgenden Tabellen werden die Tennisturniere des dritten Quartals des ITF Women’s Circuit 2013 dargestellt.

## Turnierplan
| Kategorien |
| ---------- |
| $100.000   |
| $75.000    |
| $50.000    |
| $25.000    |
| $15.000    |
| $10.000    |

### Juli
| Datum 1 | Turnierort                          | Siegerin Einzel          | Siegerinnen Doppel                         |
| ------- | ----------------------------------- | ------------------------ | ------------------------------------------ |
| 01.07.  | Waterloo                            | Julia Glushko            | Gabriela Dabrowski Sharon Fichman          |
| 01.07.  | Versmold Reinert Open               | Dinah Pfizenmaier        | Sopia Schapatawa Anna Tatischwili          |
| 01.07.  | Sacramento                          | Mayo Hibi                | Naomi Broady Storm Sanders                 |
| 01.07.  | São José do Rio Preto               | Florencia Molinero       | Verónica Cepede Royg Adriana Pérez         |
| 01.07.  | Denain                              | Teliana Pereira          | Tatiana Búa Arabela Fernández Rabener      |
| 01.07.  | Middelburg                          | Irena Pavlovic           | Weronika Kapschaj Xenija Palkina           |
| 01.07.  | Toruń                               | Paula Kania              | Paula Kania Magda Linette                  |
| 01.07.  | Přerov                              | Réka Luca Jani           | Petra Krejsová Jesika Malečková            |
| 01.07.  | Brüssel                             | Anna Klasen              | Anna Klasen Charlotte Klasen               |
| 01.07.  | Scharm El-Scheich                   | Anna Morgina             | Polina Monowa Julija Waletowa              |
| 01.07.  | Solo                                | Lavinia Tananta          | Beatrice Gumulya Jessy Rompies             |
| 01.07.  | Todi                                | Alice Balducci           | Ani Amiraghjan Alice Balducci              |
| 01.07.  | Prokuplje                           | Wiktorija Tomowa         | Lina Gjorcheska Dalia Zafirova             |
| 01.07.  | Bangkok                             | Lu Jiajing               | Lu Jiajing Lu Jiaxiang                     |
| 01.07.  | Istanbul                            | Nuria Párrizas Díaz      | Polina Leikina Lidsija Marosawa            |
| 08.07.  | Biarritz Open GDF Suez de Biarritz  | Stephanie Vogt           | Julija Bejhelsymer Olha Sawtschuk          |
| 08.07.  | Peking ITF Women’s Circuit-Beijing  | Zhang Shuai              | Liu Chang Zhou Yimiao                      |
| 08.07.  | Yakima                              | Nicole Gibbs             | Jan Abaza Allie Will                       |
| 08.07.  | Campinas                            | María Irigoyen           | Verónica Cepede Royg Adriana Pérez         |
| 08.07.  | Aschaffenburg Schönbusch Open       | Maša Zec Peškirič        | Demi Schuurs Eva Wacanno                   |
| 08.07.  | Istanbul                            | Jelisaweta Kulitschkowa  | Oksana Kalaschnikowa Ljudmyla Kitschenok   |
| 08.07.  | Scharm asch-Schaich                 | Anna Morgina             | Kristi Boxx Abigail Guthrie                |
| 08.07.  | Turin                               | Claudia Giovine          | Olga Doroschina Camilla Rosatello          |
| 08.07.  | Solo                                | Ayu Fani Damayanti       | Ayu Fani Damayanti Lavinia Tananta         |
| 08.07.  | Iași                                | Marie Benoît             | Irina Maria Bara Diana Buzean              |
| 08.07.  | Getxo                               | Gaia Sanesi              | Jacqueline Cabaj Awad Cornelia Lister      |
| 08.07.  | Bangkok                             | Lu Jiajing               | Lu Jiajing Lu Jiaxiang                     |
| 15.07.  | Olmütz ITS Cup                      | Polona Hercog            | Renata Voráčová Barbora Záhlavová-Strýcová |
| 15.07.  | Contrexéville Open 88 Contrexéville | Timea Bacsinszky         | Vanesa Furlanetto Amandine Hesse           |
| 15.07.  | Portland                            | Kurumi Nara              | Irina Falconi Nicole Melichar              |
| 15.07.  | Campos do Jordão                    | Paula Cristina Gonçalves | Paula Cristina Gonçalves María Irigoyen    |
| 15.07.  | Granby                              | Risa Ozaki               | Lena Litvak Carol Zhao                     |
| 15.07.  | Darmstadt Tennis International      | Petra Uberalová          | Alexandra Artamonova Natela Dsalamidse     |
| 15.07.  | Imola                               | Wiktorija Kan            | Ljudmyla Kitschenok Jeļena Ostapenko       |
| 15.07.  | Woking                              | Pemra Özgen              | Tara Moore Marta Sirotkina                 |
| 15.07.  | Knokke                              | Gaia Sanesi              | Mana Ayukawa Monique Zuur                  |
| 15.07.  | Scharm El-Scheich                   | Giulia Bruzzone          | Lynn Kiro Mayar Sherif                     |
| 15.07.  | Neu-Delhi                           | Ankita Raina             | Sharmada Balu Sowjanya Bavisetti           |
| 15.07.  | Valladolid                          | Andrea Lázaro García     | Rutuja Bhosale Camilla Rosatello           |
| 15.07.  | Izmir                               | Zuzana Zlochová          | Başak Eraydın Zuzana Zlochová              |
| 15.07.  | Evansville                          | Emina Bektas             | Emina Bektas Brooke Bolender               |
| 22.07.  | Astana President’s Cup 2013         | Nadija Kitschenok        | Ljudmyla Kitschenok Nadija Kitschenok      |
| 22.07.  | Lexington                           | Shelby Rogers            | Nicha Lertpitaksinchai Peangtarn Plipuech  |
| 22.07.  | Winnipeg                            | Johanna Konta            | Heidi El Tabakh Allie Kiick                |
| 22.07.  | Les Contamines-Montjoie             | Kristína Kučová          | Nicole Clerico Nikola Fraňková             |
| 22.07.  | Wrexham                             | Diāna Marcinkēviča       | Kanae Hisami Mari Tanaka                   |
| 22.07.  | Bad Waltersdorf                     | Adrijana Lekaj           | Lenka Kunčíková Karolína Stuchlá           |
| 22.07.  | Maaseik                             | Manon Arcangioli         | Demi Schuurs Eva Wacanno                   |
| 22.07.  | São José dos Campos                 | Montserrat González      | Victoria Bosio Daniela Schippers           |
| 22.07.  | Scharm El-Scheich                   | Anna Morgina             | Mayar Sherif Zuzana Zlochová               |
| 22.07.  | Tampere                             | Karen Barbat             | Julia Wachaczyk Nina Zander                |
| 22.07.  | Horb am Neckar                      | Carolin Daniels          | Tatjana Kotelnikowa Hilda Melander         |
| 22.07.  | Rimini                              | Alice Balducci           | Kaitlyn Christian Sabrina Santamaria       |
| 22.07.  | Palić                               | Réka-Luca Jani           | Vivien Juhászová Tereza Malíková           |
| 22.07.  | Istanbul                            | Melis Sezer              | Dia Ewtimowa Melis Sezer                   |
| 22.07.  | Austin                              | Lauren Albanese          | Ema Burgić Blair Shankle                   |
| 29.07.  | Vancouver Odlum Brown Vanopen       | Johanna Konta            | Sharon Fichman Maryna Zanevska             |
| 29.07.  | Donezk Viccourt Cup                 | Elina Switolina          | Julija Bejhelsymer Renata Voráčová         |
| 29.07.  | Bad Saulgau Knoll Open              | Réka-Luca Jani           | Laura-Ioana Andrei Elena Bogdan            |
| 29.07.  | Rovereto                            | Martina Caregaro         | Martina Caregaro Anna Floris               |
| 29.07.  | La Paz                              | Cecilia Costa Melgar     | Guadalupe Moreno Francesca Rescaldani      |
| 29.07.  | São Paulo                           | Bianca Botto             | Laura Pigossi Carolina Zeballos            |
| 29.07.  | Scharm El-Scheich                   | Nicolette van Uitert     | Dianne Hollands Anastasia Kharchenko       |
| 29.07.  | Savitaipale                         | Karen Barbat             | Emma Laine Piia Suomalainen                |
| 29.07.  | Astana                              | Xenija Kirillowa         | Vera Bessonova Jewgenija Paschkowa         |
| 29.07.  | Izmir                               | Anett Kontaveit          | Anett Kontaveit Polina Leikina             |
| 29.07.  | Nottingham                          | Miyabi Inoue             | Anna Smith Melanie South                   |
| 29.07.  | Fort Worth                          | Lauren Embree            | Roxanne Ellison Sierra Ellison             |

### August
| Datum 1 | Turnierort                                  | Siegerin Einzel            | Siegerinnen Doppel                        |
| ------- | ------------------------------------------- | -------------------------- | ----------------------------------------- |
| 05.08.  | Koksijde                                    | Richèl Hogenkamp           | Magali Kempen Nicky Van Dyck              |
| 05.08.  | Hechingen Hechingen Ladies Open             | Carina Witthöft            | Barbora Krejčíková Kateřina Siniaková     |
| 05.08.  | Moskau                                      | Anastasija Wassyljewa      | Alena Fomina Hanna Schkudun               |
| 05.08.  | Izmir                                       | Ana Vrljić                 | Aleksandra Krunić Katarzyna Piter         |
| 05.08.  | Landisville                                 | Madison Brengle            | Monique Adamczak Olivia Rogowska          |
| 05.08.  | Wien                                        | Petra Uberalová            | Michaela Pochabová Rebecca Šramková       |
| 05.08.  | Santa Cruz                                  | Guadalupe Moreno           | María Fernanda Álvarez Terán Daniela Ruiz |
| 05.08.  | Scharm El-Scheich                           | Sowjanya Bavisetti         | Kim Kilsdonk Nicolette van Uitert         |
| 05.08.  | Astana                                      | Jewgenija Paschkowa        | Vera Bessonova Jewgenija Paschkowa        |
| 05.08.  | Arad                                        | Anastassija Komardina      | Irina Maria Bara Diana Buzean             |
| 05.08.  | Pirot                                       | Valentini Grammatikopoulou | Katarina Adamović Vladica Babić           |
| 12.08.  | Craiova                                     | Kristína Kučová            | Alice Balducci Katarzyna Kawa             |
| 12.08.  | Kasan                                       | Ljudmyla Kitschenok        | Weronika Kudermetowa Jewgenija Rodina     |
| 12.08.  | Westende                                    | Kateřina Siniaková         | Tatiana Búa Daniela Seguel                |
| 12.08.  | Innsbruck                                   | Hilda Melander             | Lucy Brown Hilda Melander                 |
| 12.08.  | Brčko                                       | Milana Špremo              | Lina Gjorcheska Dalia Zafirova            |
| 12.08.  | Scharm El-Scheich                           | Clothilde de Bernardi      | Elke Lemmens Linda Prenkovic              |
| 12.08.  | Ratingen                                    | Julia Wachaczyk            | Carolin Daniels Anna Klasen               |
| 12.08.  | Locri                                       | Jasmine Paolini            | Federica Di Sarra Despina Papamichail     |
| 12.08.  | Uşak                                        | Hiroko Kuwata              | Nicole Collie Leah Daw                    |
| 19.08.  | Saint Petersburg                            | Polina Vinogradova         | Wiktorija Kan Hanna Posnichirenko         |
| 19.08.  | Braunschweig Braunschweig Women’s Open 2013 | Kristina Barrois           | Clothilde de Bernardi Isabella Schinikowa |
| 19.08.  | San Luis Potosí                             | Jelena Pandžić             | Carolina Betancourt Camila Fuentes        |
| 19.08.  | Pörtschach                                  | Gioia Barbieri             | Nastja Kolar Polona Reberšak              |
| 19.08.  | Wanfercée-Baulet                            | Deniz Khazaniuk            | Tatiana Búa Daniela Seguel                |
| 19.08.  | Prag                                        | Réka Luca Jani             | Lenka Kunčíková Karolína Stuchlá          |
| 19.08.  | Scharm El-Scheich                           | Anna Morgina               | Nikola Horáková Julija Waletowa           |
| 19.08.  | Neu-Delhi                                   | Katherine Ip               | Akari Inoue Prarthana Thombare            |
| 19.08.  | Enschede                                    | Tayisiya Morderger         | Bernarda Pera Swjatlana Piraschenka       |
| 19.08.  | Bukarest                                    | Cindy Burger               | Irina Maria Bara Ioana Loredana Roșca     |
| 19.08.  | Izmir                                       | İpek Soylu                 | Khristina Kazimova Christina Shakovets    |
| 26.08.  | Kasan Tatarstan Open                        | Anna-Lena Friedsam         | Walentina Iwachnenko Kateryna Koslowa     |
| 26.08.  | Fleurus                                     | Arantxa Rus                | Irina Chromatschowa Diāna Marcinkēviča    |
| 26.08.  | Tsukuba                                     | Nao Hibino                 | Chan Chin-wei Hsu Wen-hsin                |
| 26.08.  | Mamaia                                      | Cristina Dinu              | Kamila Kerimbajewa Christina Shakovets    |
| 26.08.  | Scharm El-Scheich                           | Fatma Al-Nabhani           | Anna Morgina Jana Sisikowa                |
| 26.08.  | Neu-Delhi                                   | Bhuvana Kalva              | Akari Inoue Lee Hua-chen                  |
| 26.08.  | Bagnatica                                   | Gioia Barbieri             | Claudia Giovine Anastasia Grymalska       |
| 26.08.  | Rotterdam                                   | Bernarda Pera              | Amandine Hesse Demi Schuurs               |
| 26.08.  | Belgrad                                     | Tamara Čurović             | Ema Mikulčić Dejana Raickovic             |
| 26.08.  | Yeongwol                                    | Wang Yafan                 | Kim Sun-jung Yu Min-hwa                   |
| 26.08.  | Caslano                                     | Barbora Štefková           | Chiara Grimm Jil Belen Teichmann          |
| 26.08.  | Antalya                                     | Wladyslawa Sanossijenko    | Andrea Benítez Carla Forte                |

### September
| Datum 1 | Turnierort                                      | Siegerin Einzel          | Siegerinnen Doppel                            |
| ------- | ----------------------------------------------- | ------------------------ | --------------------------------------------- |
| 02.09.  | Mestre                                          | Claire Feuerstein        | Laura Thorpe Stephanie Vogt                   |
| 02.09.  | Trabzon                                         | Aleksandra Krunić        | Julija Bejhelsymer Maryna Zanevska            |
| 02.09.  | Noto                                            | Doroteja Erić            | Eri Hozumi Makoto Ninomiya                    |
| 02.09.  | Alphen aan den Rijn                             | Arantxa Rus              | Cindy Burger Daniela Seguel                   |
| 02.09.  | Moskau                                          | Anastasija Wassyljewa    | Hanna Schkudun Alona Sotnykowa                |
| 02.09.  | Sarajevo                                        | Lena-Marie Hofmann       | Vivien Juhászová Tereza Malíková              |
| 02.09.  | Berlin                                          | Diana Šumová             | Ysaline Bonaventure Cornelia Lister           |
| 02.09.  | Huy                                             | Deborah Kerfs            | Franziska König Karolina Wlodarczak           |
| 02.09.  | Scharm El-Scheich                               | Fatma Al-Nabhani         | Anna Morgina Jana Sisikowa                    |
| 02.09.  | Belgrad                                         | Xenia Knoll              | Lina Gjorcheska Camelia Hristea               |
| 02.09.  | Yeongwol                                        | Wang Yafan               | Hong Seung-yeon Lee Hye-min                   |
| 02.09.  | Lee Hye-min                                     | Ana Bogdan               | Emma Laine Melanie South                      |
| 09.09.  | Sanya                                           | Karolína Plíšková        | Sun Ziyue Xu Shilin                           |
| 09.09.  | Trabzon Trabzon Cup                             | Anna-Lena Friedsam       | Oksana Kalaschnikowa Aleksandra Krunić        |
| 09.09.  | Sofia Allianz Cup                               | Patricia Mayr-Achleitner | Dia Ewtimowa Wiktorija Tomowa                 |
| 09.09.  | Mont-de-Marsan                                  | Teliana Pereira          | Cecilia Costa Melgar Daniela Seguel           |
| 09.09.  | Podgorica Royal Cup NLB Montenegrobanka         | Stephanie Vogt           | Vladica Babić Iva Mekovec                     |
| 09.09.  | Incheon                                         | Erika Sema               | Miki Miyamura Akiko Omae                      |
| 09.09.  | Redding                                         | Adriana Pérez            | Robin Anderson Lauren Embree                  |
| 09.09.  | Toowoomba                                       | Isabella Holland         | Tomoko Dokei Yurina Koshino                   |
| 09.09.  | Tlemcen                                         | Inès Ibbou               | Amandine Cazeaux Alina Wessel                 |
| 09.09.  | Buenos Aires                                    | Vanesa Furlanetto        | Flavia Guimaraes Bueno Stephanie Mariel Petit |
| 09.09.  | Curitiba                                        | Ana Clara Duarte         | Carolina M. Alves Leticia Vidal               |
| 09.09.  | Scharm El-Scheich                               | Jana Sisikowa            | Giulia Bruzzone Alina Mikheeva                |
| 09.09.  | Mytilene                                        | Klaartje Liebens         | Ashley Murdock Eva Raszkiewicz                |
| 09.09.  | Pula                                            | Alice Matteucci          | Giorgia Marchetti Jasmine Paolini             |
| 09.09.  | Kyoto                                           | Hiroko Kuwata            | Miyu Katō Hiroko Kuwata                       |
| 09.09.  | Vrnjačka Banja                                  | Rebecca Šramková         | Lina Gjorcheska Polina Leikina                |
| 09.09.  | Lleida                                          | Aliona Bolsova Zadoinov  | Adrijana Lekaj Alena Tarassowa                |
| 09.09.  | Antalya                                         | Chantal Škamlová         | Michaela Frlicka Kateřina Kramperová          |
| 16.09.  | Albuquerque Coleman Vision Tennis Championships | Shelby Rogers            | Eleni Daniilidou Coco Vandeweghe              |
| 16.09.  | Dobritsch Izida Cup                             | Patricia Mayr-Achleitner | Xenia Knoll Teodora Mirčić                    |
| 16.09.  | Saint-Malo                                      | Teliana Pereira          | Eliza Kostowa Florencia Molinero              |
| 16.09.  | Batumi                                          | Alexandra Panowa         | Walentina Iwachnenko Kateryna Koslowa         |
| 16.09.  | Shrewsbury                                      | Alison Van Uytvanck      | Çağla Büyükakçay Pemra Özgen                  |
| 16.09.  | Cairns                                          | Azra Hadzic              | Isabella Holland Sally Peers                  |
| 16.09.  | Algier                                          | Sherazad Benamar         | Sherazad Benamar Amandine Cazeaux             |
| 16.09.  | Rosario                                         | Vanesa Furlanetto        | Vanesa Furlanetto Carolina Zeballos           |
| 16.09.  | Scharm El-Scheich                               | Julija Waletowa          | Prarthana Thombare Julija Waletowa            |
| 16.09.  | Pula                                            | Jade Suvrijn             | Gabriela van de Graaf Quirine Lemoine         |
| 16.09.  | Budva                                           | Iva Mekovec              | Ema Mikulčić Dejana Raickovic                 |
| 16.09.  | Antalya                                         | Xenija Palkina           | Deniz Khazaniuk Xenija Palkina                |
| 23.09.  | Telawi                                          | Alexandra Panowa         | Maria Elena Camerin Anja Prislan              |
| 23.09.  | Las Vegas                                       | Melanie Oudin            | Tamira Paszek Coco Vandeweghe                 |
| 23.09.  | Clermont-Ferrand                                | Julie Coin               | Marta Domachowska Michaëlla Krajicek          |
| 23.09.  | Sevilla                                         | Teliana Pereira          | Paula Cristina Gonçalves Florencia Molinero   |
| 23.09.  | Loughborough AEGON GB Pro-Series Loughborough   | Anna-Lena Friedsam       | Çağla Büyükakçay Pemra Özgen                  |
| 23.09.  | Fargʻona                                        | Nigina Abduraimova       | Ljudmyla Kitschenok Palina Pechawa            |
| 23.09.  | Varna                                           | Borislava Botusharova    | Raluca Elena Platon Eva Wacanno               |
| 23.09.  | Prag                                            | Ekaterina Alexandrova    | Jesika Malečková Tereza Malíková              |
| 23.09.  | Scharm El-Scheich                               | İpek Soylu               | Giulia Bruzzone Karina Venditti               |
| 23.09.  | Marathon-Athen                                  | Aminat Kuschchowa        | Keren Shlomo Saray Sterenbach                 |
| 23.09.  | Pula                                            | Alice Balducci           | Claudia Giovine Alice Matteucci               |
| 23.09.  | Lambaré                                         | Montserrat González      | Carla Bruzzesi Avella Carolina Zeballos       |
| 23.09.  | Monastir                                        | Linda Prenkovic          | Linda Prenkovic Bernice van de Velde          |
| 23.09.  | Bernice van de Velde                            | Sherazad Benamar         | Lena-Marie Hofmann Anna Klasen                |
| 23.09.  | Amelia Island                                   | Tornado Alicia Black     | Maria Fernanda Alves Alexandra Mueller        |
| 30.09.  | Perth                                           | Arina Rodionowa          | Erika Sema Yurika Sema                        |
| 30.09.  | Budapest                                        | Kateřina Siniaková       | Timea Bacsinszky Xenia Knoll                  |
| 30.09.  | La Vall d’Uixó                                  | Arantxa Rus              | Florencia Molinero Laura Thorpe               |
| 30.09.  | Victoria                                        | Victoria Rodríguez       | María Fernanda Álvarez Terán María Irigoyen   |
| 30.09.  | Albena                                          | Vivian Zlatanova         | Eva Wacanno Dalia Zafirova                    |
| 30.09.  | Solin                                           | Barbora Krejčíková       | Dea Herdželaš Barbara Kötelesová              |
| 30.09.  | Scharm El-Scheich                               | Anna Morgina             | Anna Morgina Jana Sisikowa                    |
| 30.09.  | Marathon-Athens                                 | Polina Leikina           | Aminat Kuschchowa Polina Leikina              |
| 30.09.  | Asunción                                        | Bianca Botto             | Carla Bruzzesi Avella Carolina Zeballos       |
| 30.09.  | Monastir                                        | Marija Marfutina         | Linda Prenkovic Bernice van de Velde          |
| 30.09.  | Antalya                                         | Julia Samuseva           | Olena Kyrpot Julia Samuseva                   |
| 30.09.  | Hilton Head Island                              | Ellie Halbauer           | Alexandra Mueller Jillian O’Neill             |